# Японская кухня
Япо́нская ку́хня (яп. 日本料理 нихонрё:ри) — национальная кухня японцев. Отличается предпочтением натуральных, минимально обработанных продуктов, широким применением морепродуктов, сезонностью, характерными блюдами, специфическими правилами оформления блюд, сервировкой, застольным этикетом. Блюда японской кухни, как правило, являются ключевой достопримечательностью для туристов из других стран.

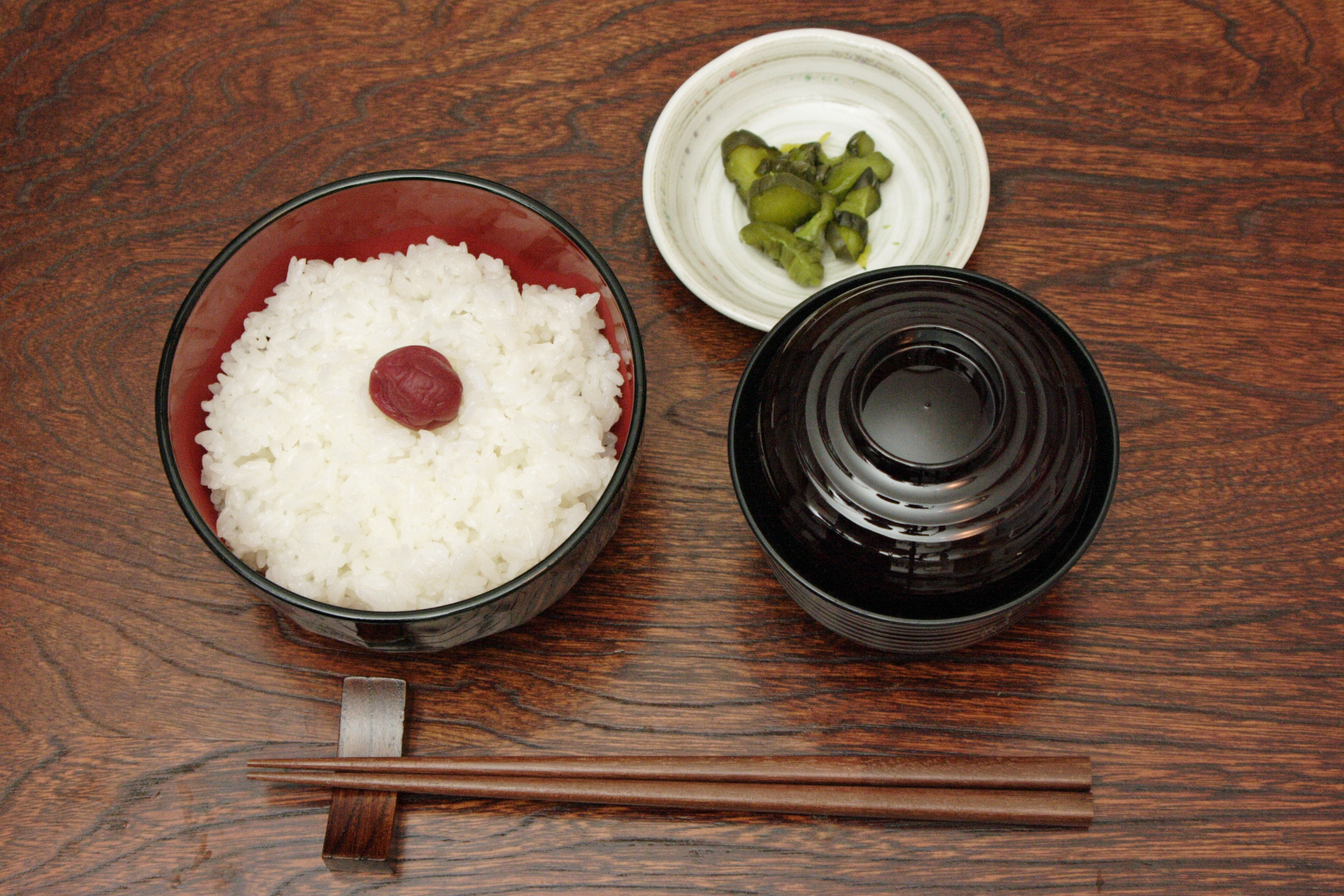
Традиционный завтрак

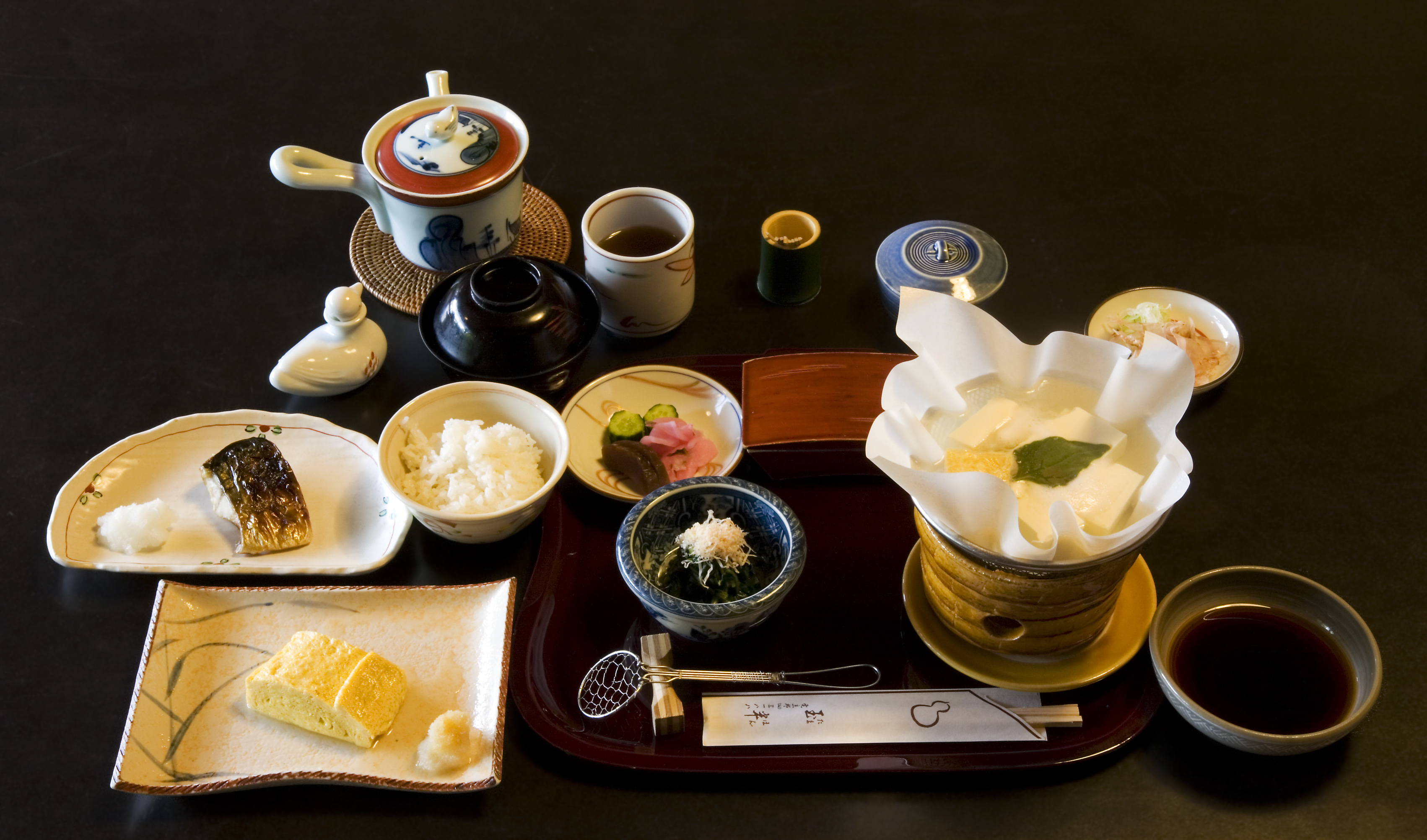
Сервировка высокой кухни кайсэки

Классический формат неформального приёма пищи — рис, суп и несколько гарниров: рыба (жареная на гриле или варёная), соления и овощи. Блюда подаются в пиалах, откуда их едят палочками. Наиболее популярные приправы — соевый соус и васаби. Из напитков в Японии предпочитают зелёный чай, пиво и саке.

## Общая характеристика
Бытует много мнений о том, что определяет японскую кухню, так как повседневная пища японцев за последние столетия сильно изменилась, многие ставшие практически национальными блюда (например, рамэн) появились в Японии на рубеже XIX—XX вв. и позже. В Японии термин «японская кухня» (яп. 日本料理, 和食 «нихон рё:ри» или «васёку») обозначает традиционные продукты, существовавшие в эпоху изоляции страны и до начала модернизации в 1868 году.
Наиболее характерные особенности японской кухни:
- Использование свежих продуктов высокого качества. Практически не применяются продукты «длительного хранения», за исключением риса и соусов.
- Огромная номенклатура морепродуктов
- Стремление сохранить первозданный внешний вид и вкус (к мясу это относится не всегда), чем японская кухня отличается от китайской, где ингредиенты при приготовлении нередко изменяются до неузнаваемости.
- Сезонность
- Ориентация на сочетание сладкого с солёным и умами как базовый набор вкусов в основных блюдах.
- Небольшие порции. Количество еды набирается за счёт разнообразия, а не размера.
- Блюдo подаётся в виде небольших кусочков, которые удобно брать палочками и не нужно делить. Вилки и ножи не используются, некоторые блюда можно есть руками. Нечасто для супов применяются фарфоровые китайские ложки.
- Отличающиеся от европейских принципы сервировки, больший упор на эстетику блюда и стола в целом.
- Специфический этикет.

## Ингредиенты

### Рис

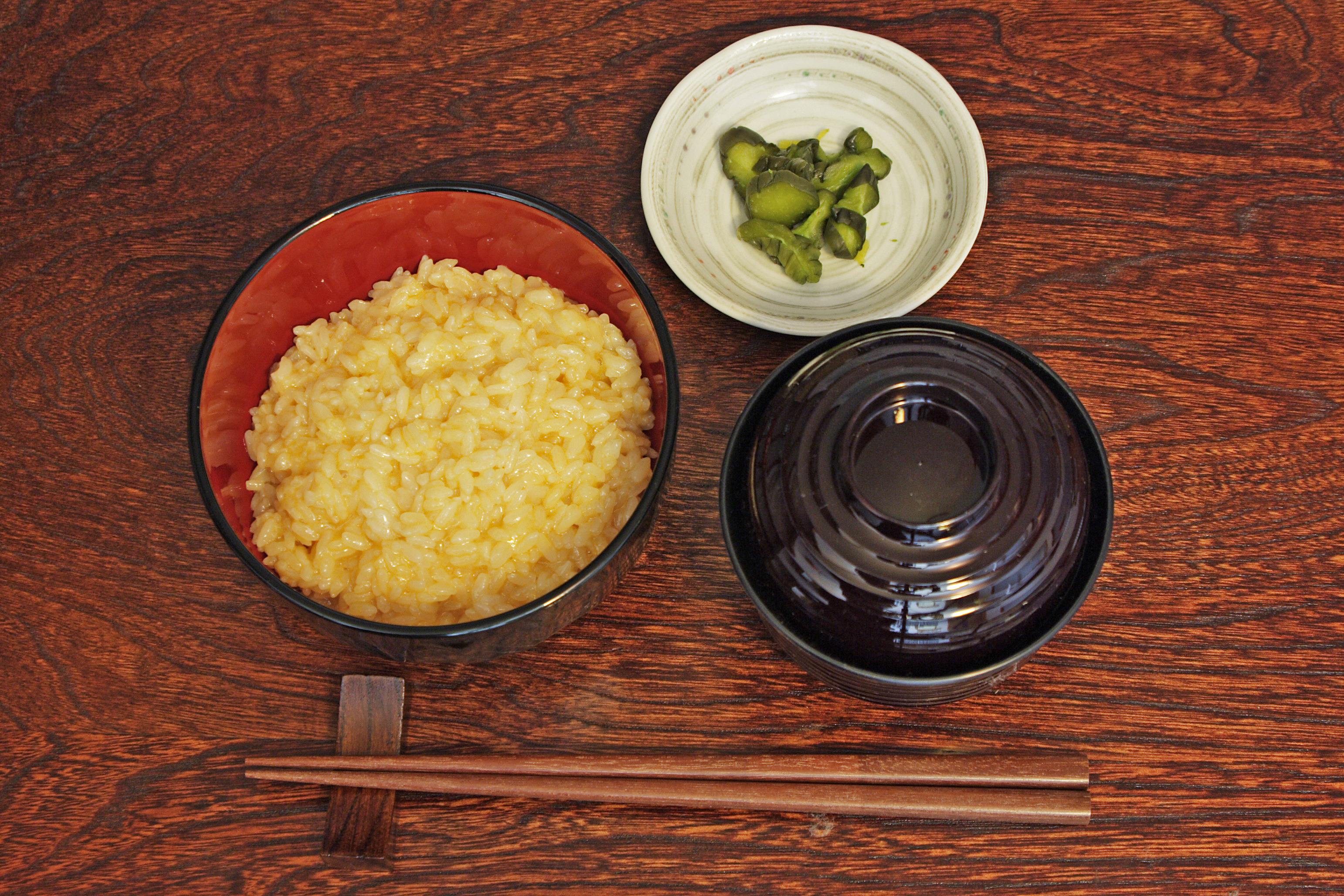

Является основным ингредиентом японской кухни и основой питания в Японии. В японском языке слово «гохан» (яп. 御飯, варёный рис) (подобно корейскому «пап» и русскому «хлеб») обозначает не только продукт питания, но и еду вообще.
Для японской кухни предпочтительны сорта риса повышенной клейкости. При приготовлении такого риса блюдо имеет структуру небольших комков, которые удобно есть с помощью палочек. Рис готовится как отдельное блюдо и используется в качестве компонента при приготовлении множества «комбинированных» блюд.

### Морепродукты
Рыба, моллюски, морские животные в японской кухне являются вторым по важности компонентом после риса. Как правило, при приготовлении они подвергаются незначительной  обработке (обжарка, приготовление на пару), а часто подаются в сыром виде (сасими).

#### Рыба
В регионе Мирового океана, где размещается Японский архипелаг, действуют тёплые и холодные течения, создающие чрезвычайно благоприятные условия для размножения планктона, которым кормится рыба. В прибрежных водах архипелага водится 3492 вида рыб, моллюсков и морских животных, благодаря чему рыба и морепродукты широко представлены в современной японской кухне.
В быту рыбу делят на «белую», «красную» и «синюю»; к первому типу относятся морской лещ, ложный палтус и фугу, ко второму — рыбы с красным мясом, к третьему — сардины, тунцы и сайра, с красным мясом, но синей спинкой.

#### Водоросли
Японцы употребляют в пищу более десятка видов морских водорослей, как в сушёном, так и в варёном виде. Из большого многообразия следует выделить комбу ― водоросль-ламинарию, один из основных японских ингредиентов, дающих вкус умами. Она добавляется в бульон даси, её используют в одэнах, маринуют, заваривают в горячей воде измельчённый комбу (часто с сахаром), получая кобутя ― чай из водорослей.
Не менее популярны нори ― красные водоросли из рода Порфира, которые высушивают, делая из них подобие листов бумаги. В нори заворачивают маки-дзуси.
Бурые водоросли вакамэ часто используют в салатах и супах. Мисосиру (суп с мисо) часто готовят с вакамэ.
Особенно много водорослей используют в окинавской кухне: там популярна тушёная со свининой водоросль комбу, называемая «кубу ирити»

### Бобы
Важнейшим ингредиентом японской кухни являются бобы.
Соя, принесённая в Японию из Китая, широко применяется в японской кухне в различных видах, однако практически всегда в глубоко переработанном виде:
- Соевое молоко — отвар из обжаренных и размолотых соевых бобов, либо из пюре из них.
- Тофу (соевый белок) — питательная основа для множества блюд.
- Юба — пенка соевого молока. Используется в качестве заменителя мяса в вегетарианских блюдах.
- Соевый соус — рассол от заквашенного соевого пюре.
- Соевая паста мисо — осадок заквашенного соевого пюре, основа для супов и соусов.
- Ферментированные бобы натто.
- Эдамамэ — отварные бобы молочной спелости в стручках, популярная закуска к пиву.

### Фасоль
Основной ингредиент для приготовления многих сладостей. Также используется в супах. В отличие от «европейской» (привезённой из Америки в XV веке и почти вытеснившей в Европе традиционный боб садовый) фасоли Phaseolus vulgaris, в Японии в основном используется родственная, но не идентичная ей фасоль адзуки (Vigna angularis).

### Прочие растения
В японской кухне находят применение практически все культурные и многие дикие съедобные растения. Широко используются в свежем и квашеном виде
морковь, огурцы, капуста (китайская), салат. Специфические растения — васаби, белый редис дайкон, бамбук, лотос, ямс, лопух, перилла, батат — используются для гарниров и соусов.

### Лапша
В японской кухне применяется лапша:

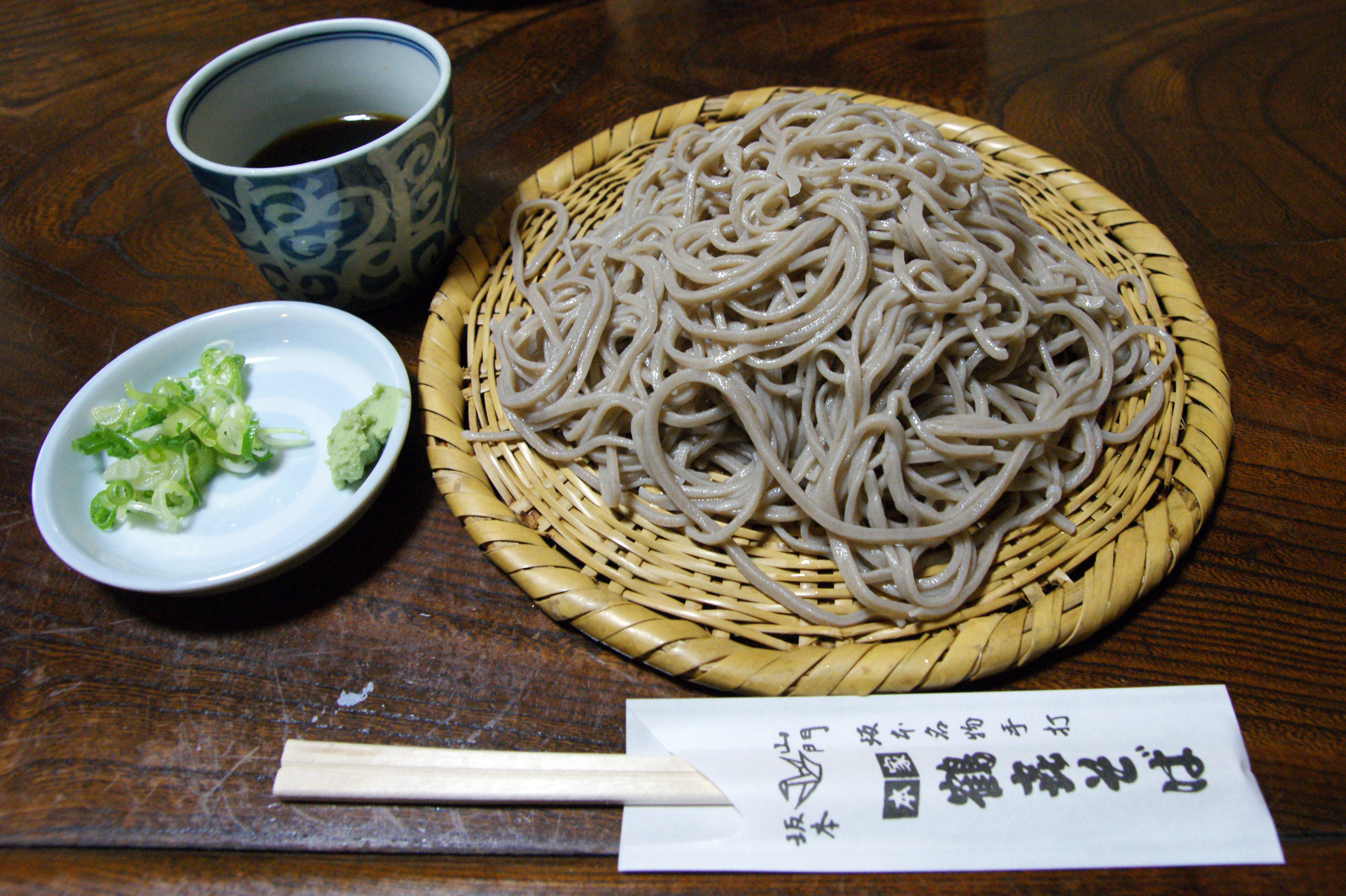
Соба

- пшенично-яичная рамэн — иногда с добавлением щелочной воды («сансуй»)
- пшеничная удон (うどん или 饂飩)
- гречневая соба (蕎麦) — иногда с добавлением пшеничной.

Лапшу используют в супах, салатах, в качестве гарнира. Одним из популярных блюд домашней кухни и общепита — рамэн, китайская яичная лапша в мясном бульоне.

### Мясо

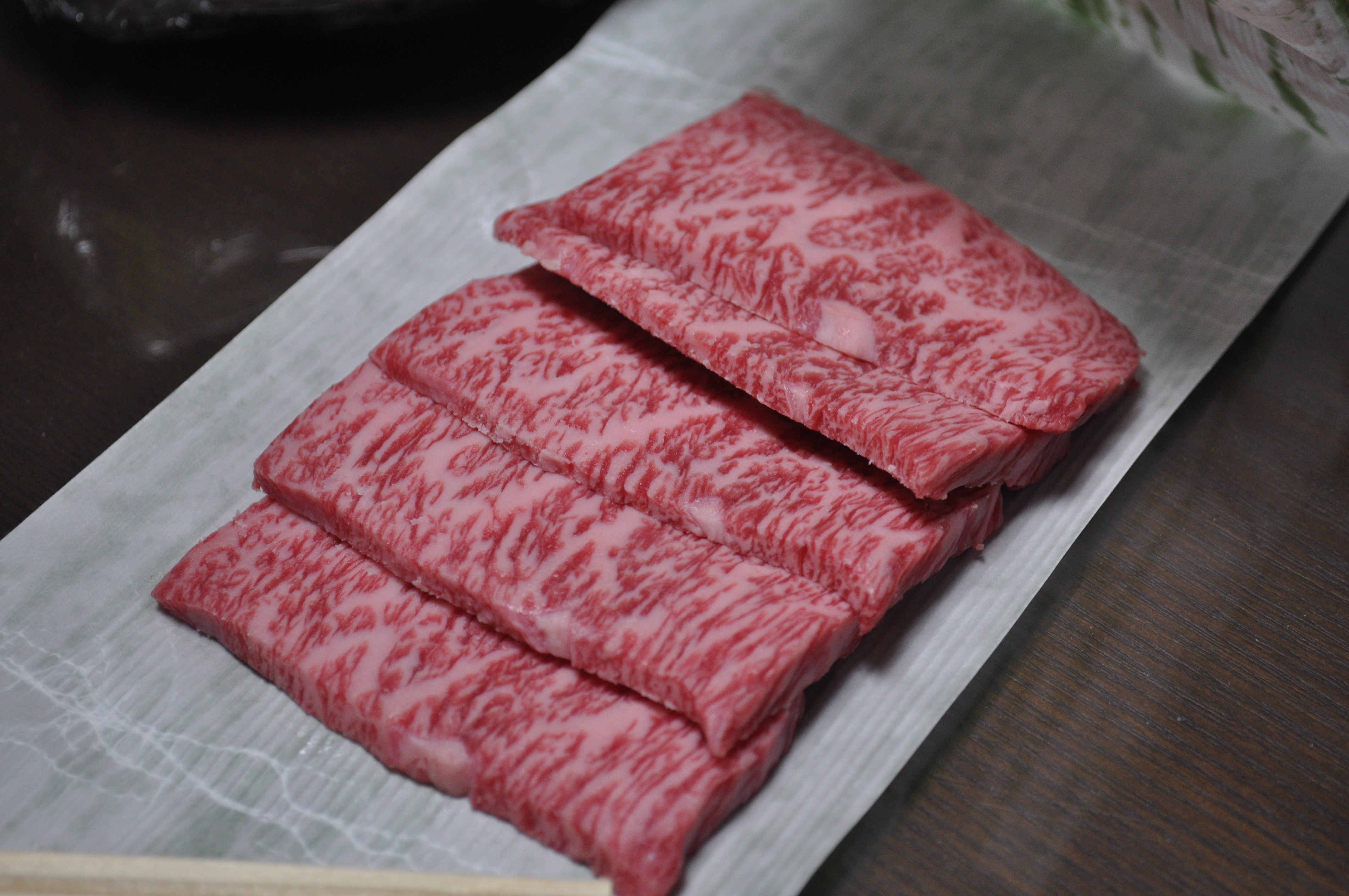
Мраморная говядина

Мясо пришло в японскую кухню достаточно поздно из китайской (свинина) и европейской (говядина) кухонь. Мясо входит в состав, как правило, заимствованных блюд: например, рамэн часто подаётся с куском буженины тясю. Во многих блюдах мясо употребляется чрезвычайно тонко нарезанным (не толще 1 мм), что позволяет есть его палочками, сократить время приготовления и сохранить аромат мяса.

## Посуда

### Приготовление пищи
Блюда готовятся в сковородах, глиняных горшках донабэ и агэмоно набэ. Некоторые виды посуды специализированы: например, прямоугольная сковорода для традиционного омлета, или сковорода с выемками для пончиков с осьминогом такояки и акасияки. Блюда во фритюре подают на подносе под названием абура кири. Для приготовления пищи также используют европейскую и азиатскую утварь (в частности, таджин). Для манипуляции ингредиентами используются большие кулинарные палочки в полтора раза длиннее обычных. Часто они имеют металлические концы — при приготовлении блюд во фритюре горячее масло портит деревянные и пластиковые палочки. Для раскладывания и перемешивания риса используют специальную деревянную или в наши дни часто пластиковую ложку-лопатку, сямодзи, которой часто придают особое символическое значение символа власти хозяйки дома, распоряжающейся семейным бюджетом. В традиционных семьях, уходя на покой (обычно в 60 лет), мать семейства с особой церемонией передавала сямодзи старшей дочери или невестке, сменяющей её на «должности» большухи. Впрочем, с урбанизацией и распадом большой патриархальной семьи, к нашему времени этот обычай вышел из употребления.

### Сервировка

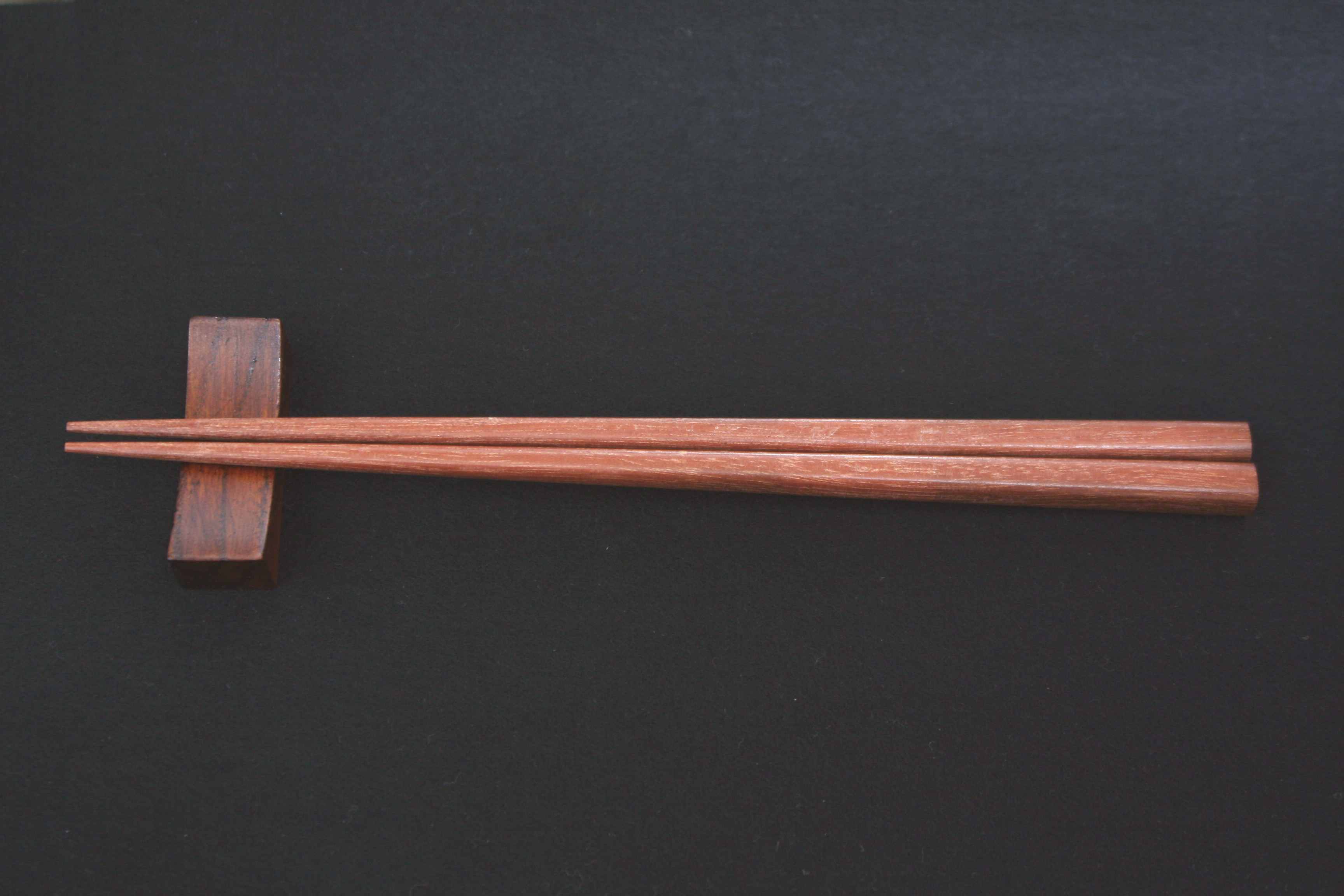

Посуда разнообразна и изящна. Для пиал, чаш, соусников придаётся особое значение удобству удержания в одной руке. В силу японского этикета, посуду при еде принято держать в руках. Форма и расцветка посуды может быть самой разнообразной. Тарелки и соусники могут быть круглые, овальные, прямоугольные, ромбические, более сложных форм, имитирующих различные предметы, например, в форме лодки или листа дерева.
В японской кухне не существует понятия «сервиза» — полного набора однотипной посуды на определённое число персон. Посуда может быть самой разной по форме, размерам и расцветке, разнообразие является одним из элементов эстетики стола. Выпускаются наборы столовых предметов в одном стиле, например, тарелки и соусники для суши или набор пиал с чайником или без. Можно встретить в продаже и «японский столовый сервиз», но это уже нехарактерная смесь с европейскими традициями.
В основном в японской кухне применяется посуда и принадлежности следующих видов:

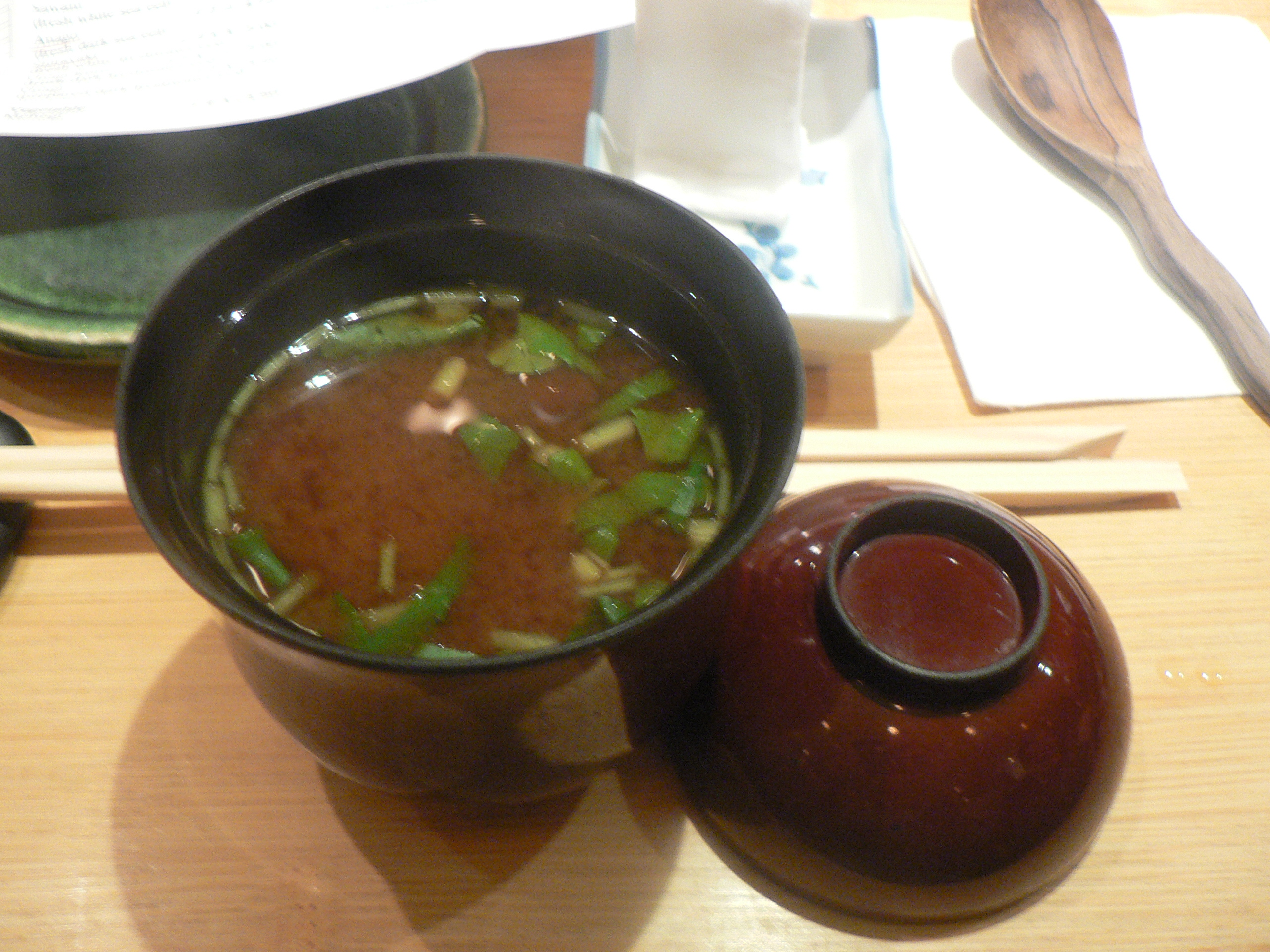
Пиала с супом мисо. Крышка лежит рядом.

Пиалы для супадля супов, используются крупные пиалы с крышкой из того же материала. Традиционная европейская суповая тарелка для классической японской кухни совершенно нехарактерна.
Пиалы для рисаГлубокие округлые миски без крышки могут использоваться для риса, лапши или салатов. Один из видов пиалы — тонсуи (とんすい), — глубокая округлая миска очень характерной формы: её край в одном месте образует выступ, как бы продолжающий поверхность миски вверх. За этот выступ тонсуи удобно держать. Пиалы для риса обычно круглые в форме перевёрнутого конуса. По традиции такие миски называют тяван (茶碗) — «чайная чашка», поскольку исторически они происходят от глубоких округлых мисок, до сих пор применяющихся в чайной церемонии для подачи чая.
Тарелки о-сара (お皿)Тарелки могут быть самой разнообразной формы. Они делаются либо слегка выгнутыми, но без явно выраженного бортика по краям, либо имеют невысокий, но практически вертикальный бортик. Могут применяться тарелки с внутренними перегородками (например, на прямоугольной тарелке может быть «выделен» небольшой квадрат или треугольник в углу, или тарелка делается «в одном куске» с соусником) — они могут быть удобны для подачи блюда, состоящего из нескольких несмешиваемых ингредиентов или для одновременной подачи блюда вместе с предназначенными для него соусом и/или специями, которые употребляются «по вкусу».
Деревянные подставкиНа деревянных подставках часто подают суши, роллы, сашими и некоторые другие блюда. Иногда подставка представляет собой просто плоскую дощечку, но используются и подставки сложной формы, например, небольшой «мост» или «корабль», выполненный из дерева. Применяются также плетёные деревянные сетки.
Палочки для еды о-хаси (お箸)Основной столовый прибор. Палочки чрезвычайно разнообразны и используются в качестве универсального прибора для употребления любой пищи. Японские палочки, в отличие от китайских, меньше в длине и толщине, на них нет множества узоров и они почти никак не украшены. Во многих кафе, ресторанах и японских домах широко используются одноразовые палочки. В процессе приготовления пищи применяются особые длинные палочки, часто с металлическими концами для работы с горячим маслом. 
ЛожкиЕдинственным видом ложки, применяемой в традиционной японской кухне, является глубокая «китайская» ложка с небольшим вогнутым концом, обычно керамическая (хотя встречаются и из других материалов, но не из металла), с помощью которой едят суп или бульон из супа. Ложка достаточно массивная, часто её подают на керамической же подставке.
СоусникиНебольшие прямоугольные или округлые чаши высотой 2—3 см, с пологими краями. Предназначены для наливания и смешивания соусов и последующего макания в них кусочков пищи, например, суши, форма подчинена именно этому назначению.
Чайная посудаЯпонские чайники обычно имеют шаровидную, сплюснутую форму, либо форму сплюснутой сферы со срезанной нижней частью. Ручка у традиционного чайника располагается сверху и крепится к чайнику за два уха, расположенных по разные стороны от крышки (как у европейских чайников для кипячения воды), встречаются также чайники с прямой ручкой из того же материала, что и весь чайник, выступающей в сторону (не напротив носика, а примерно на 90—120° от него, если смотреть сверху). Помимо традиционных материалов, японские чайники могут изготавливаться из такого нехарактерного для чайной посуды материала, как чугун (традиционно их использовали только для кипячения воды при заваривании чая в чашах, но сейчас чай иногда заваривают прямо в чугунном чайнике).
У японских пиал высота и диаметр либо практически одинаковые, либо высота больше диаметра. Иногда чай пьют из очень маленьких пиал, вмещающих не более 50 мл, но это не общее правило.
В чайной церемонии используются не пиалы или чашки/стаканы, а глубокие округлые чаши или миски под названием тяван, в которых заваривается чай для нескольких гостей. Отпив из такой чаши, её полагается отработанным ритуальным движением повернуть на определённый угол, чтобы сосед мог отпить свою долю, прикасаясь губами к чистому месту чаши.
Чашки для обычного использования юноми (湯呑) имеют цилиндрическую или бочкообразную форму, без ручек (то есть такая чашка — просто высокая пиала с вертикальными стенками, или, если угодно, европейская кружка без ручки/керамический стакан).

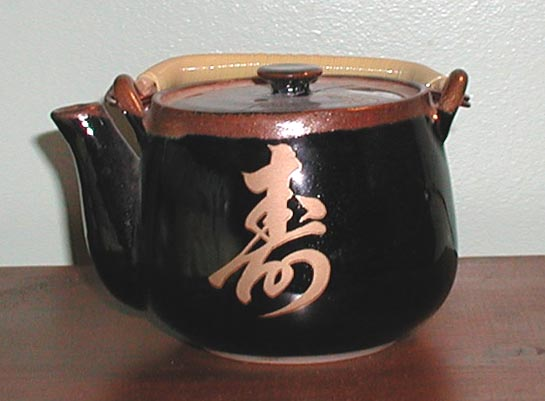
Чайник с верхней ручкой.
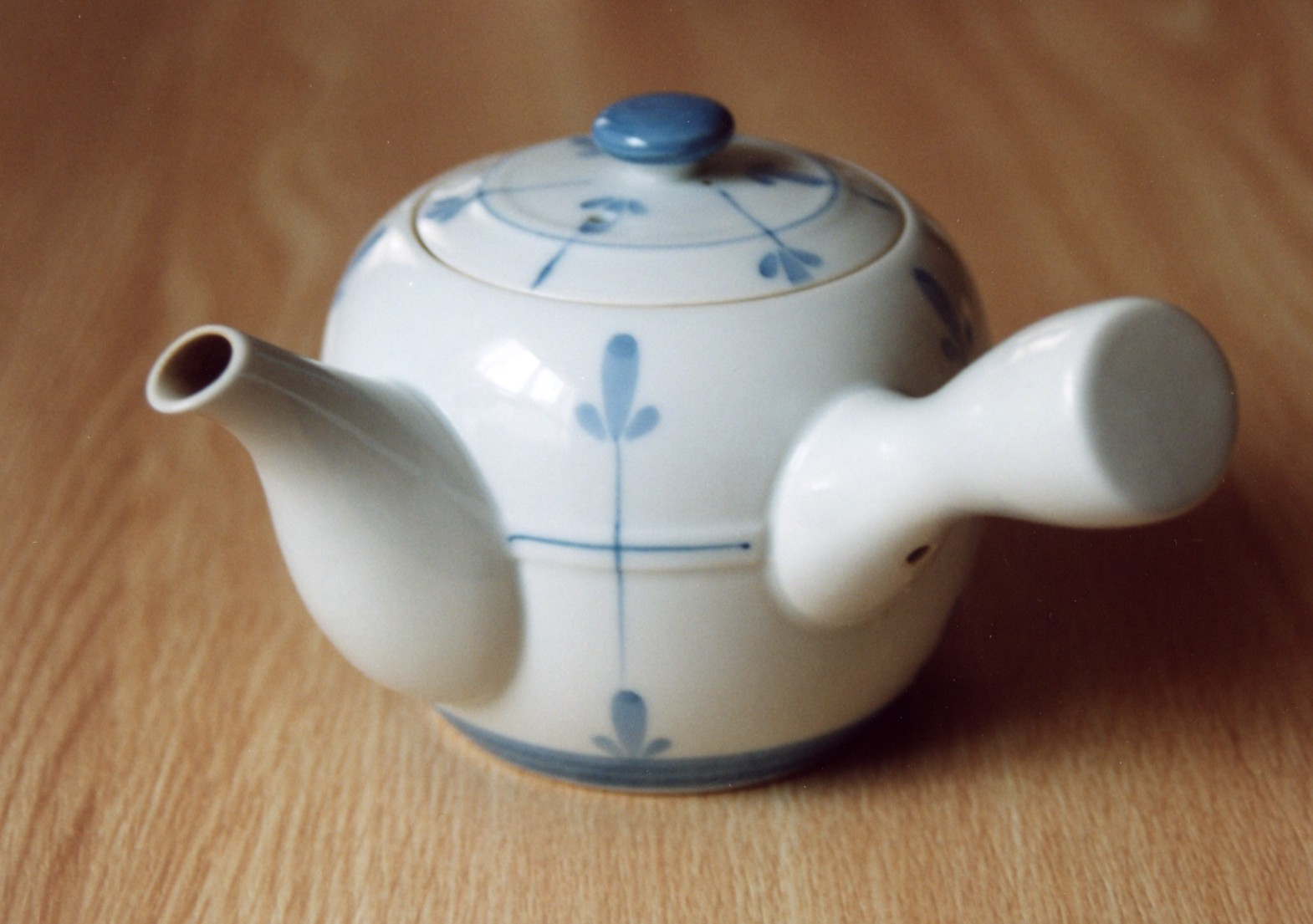
Чайник с боковой ручкой.
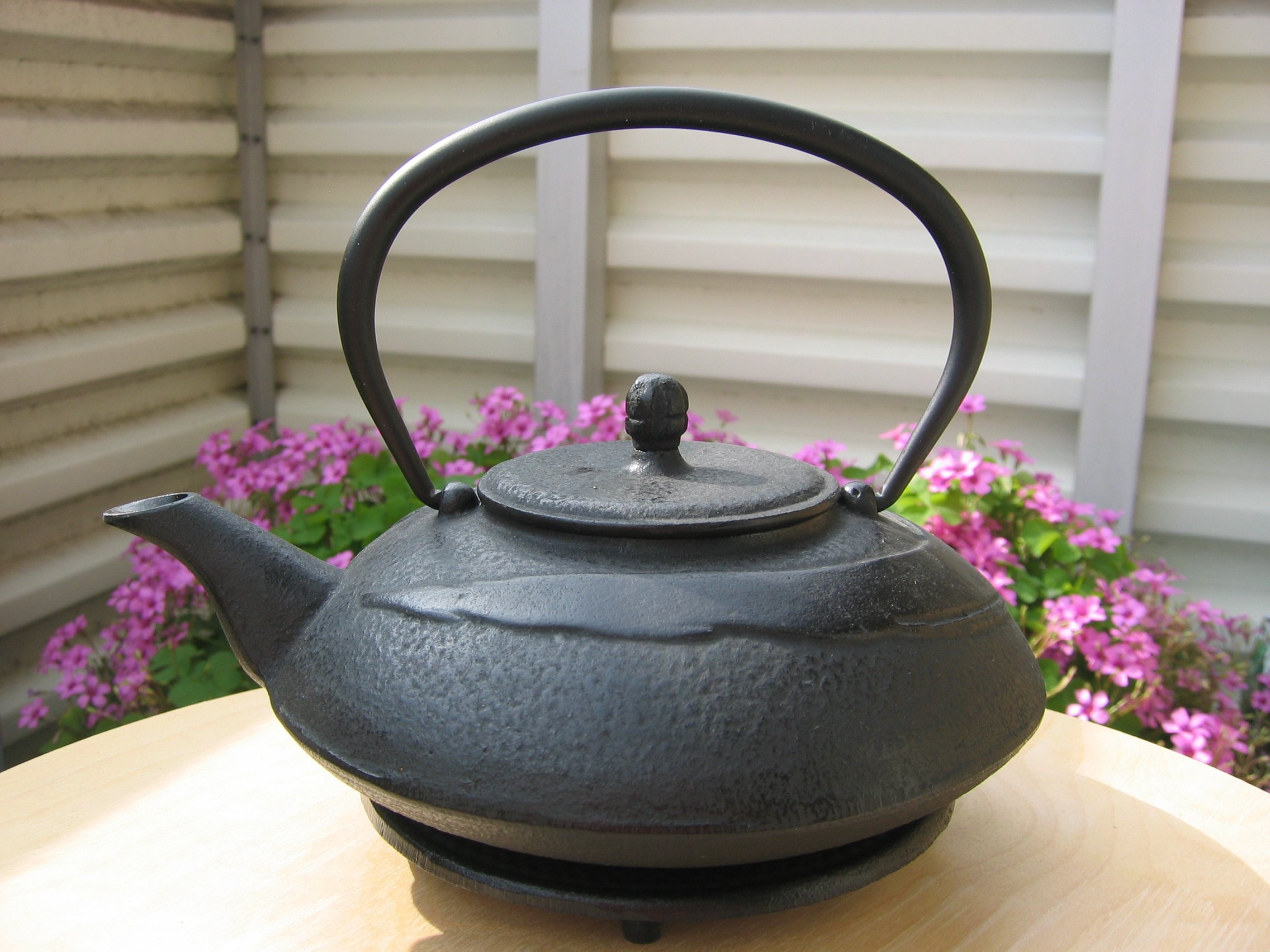
Японский чугунный чайник.
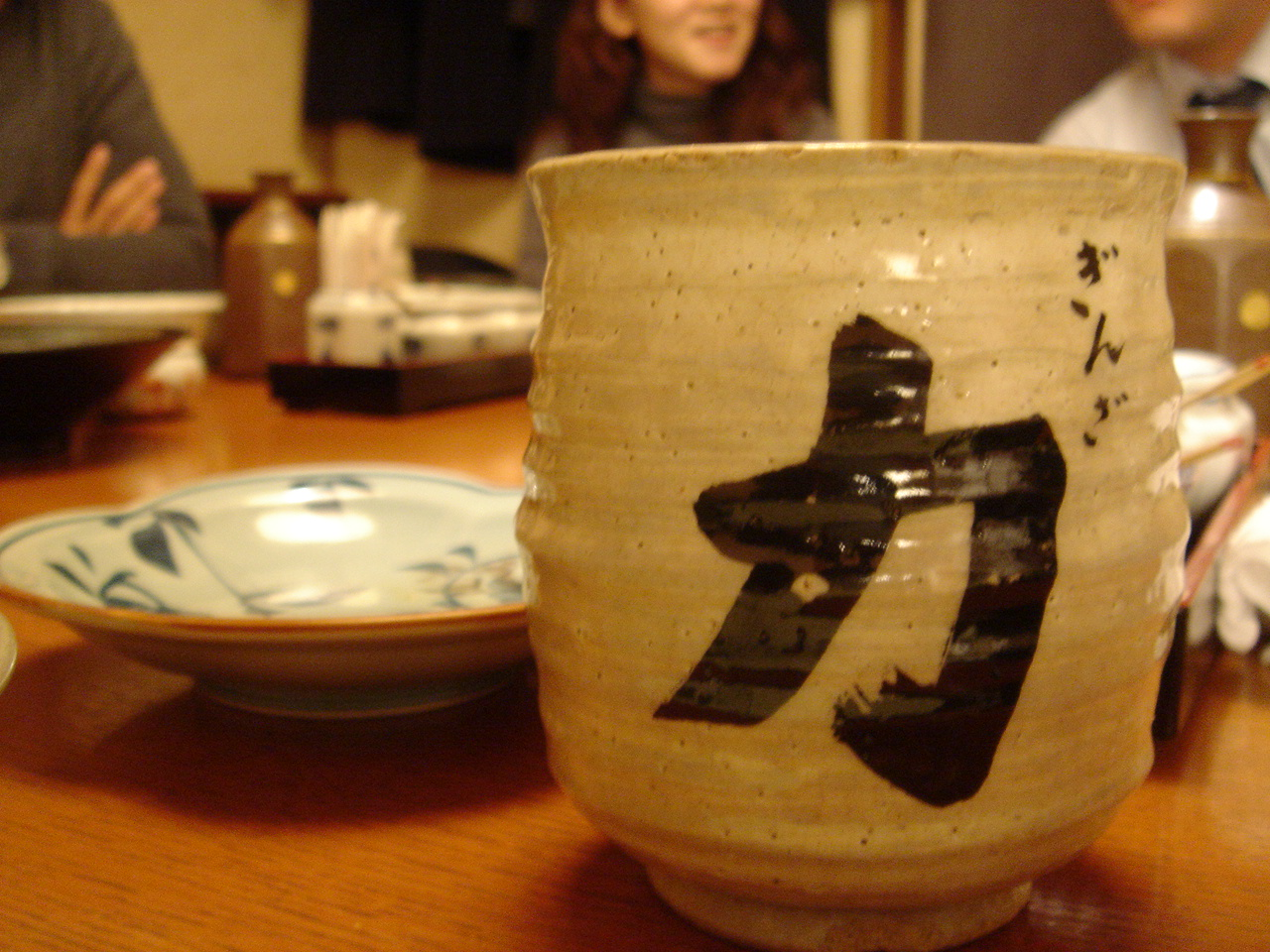
Стакан-юноми.

Посуда для сакэТипичный кувшин для сакэ имеет форму, напоминающую вазу — сначала сужается кверху, а в верхней части имеет короткое конусовидное расширение. Рюмки керамические или фарфоровые, объёмом не более 30 мл. Они делятся на два основных типа: отёко (お猪口) и гуиноми (ぐい飲み). Первые имеют форму раскрывающегося бутона, могут быть очень широкими, почти плоскими; они используются в торжественных случаях. Вторые — обычная маленькая чашка с вертикальными стенками, — считается более повседневной.
ПодставкиПодставки под осибори, а также хасиоки (箸置き) — подставки под палочки для еды.
В качестве традиционных материалов для посуды используются фарфор, керамика, дерево (часто покрытое высокостойким лаком, предохраняющим от рассыхания и растрескивания). В последние десятилетия стала также широко использоваться пластмассовая посуда, в особенности для контейнеров под бэнто.

## Характерные блюда

### Блюда из риса

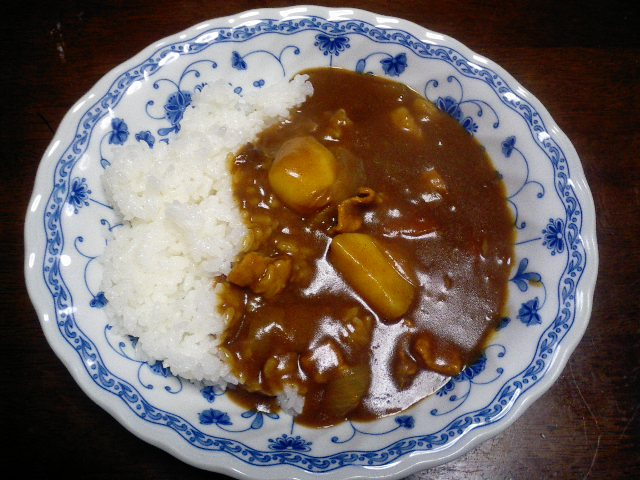
Японское карри

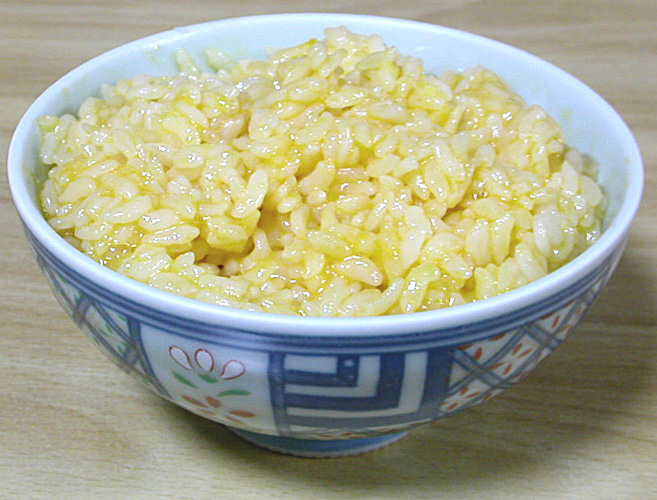
Рис с яйцом

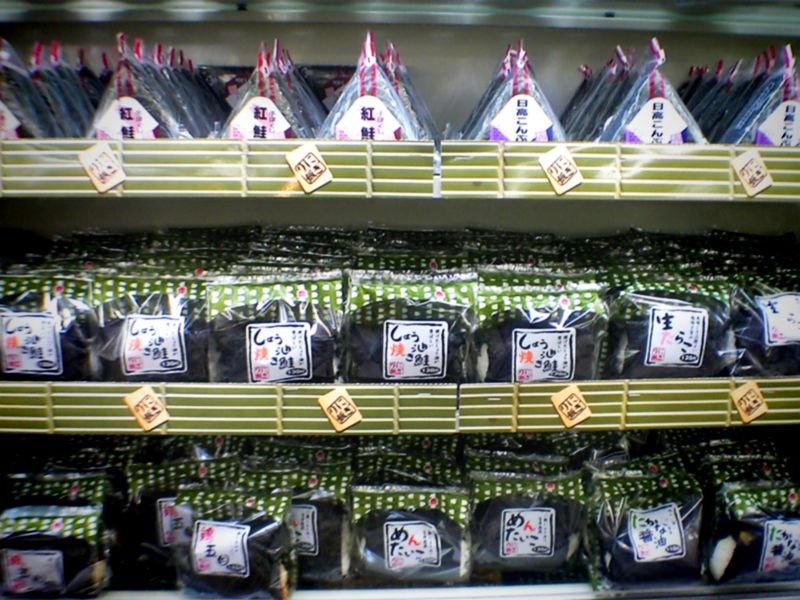
Онигири на полке магазина в Камакуре

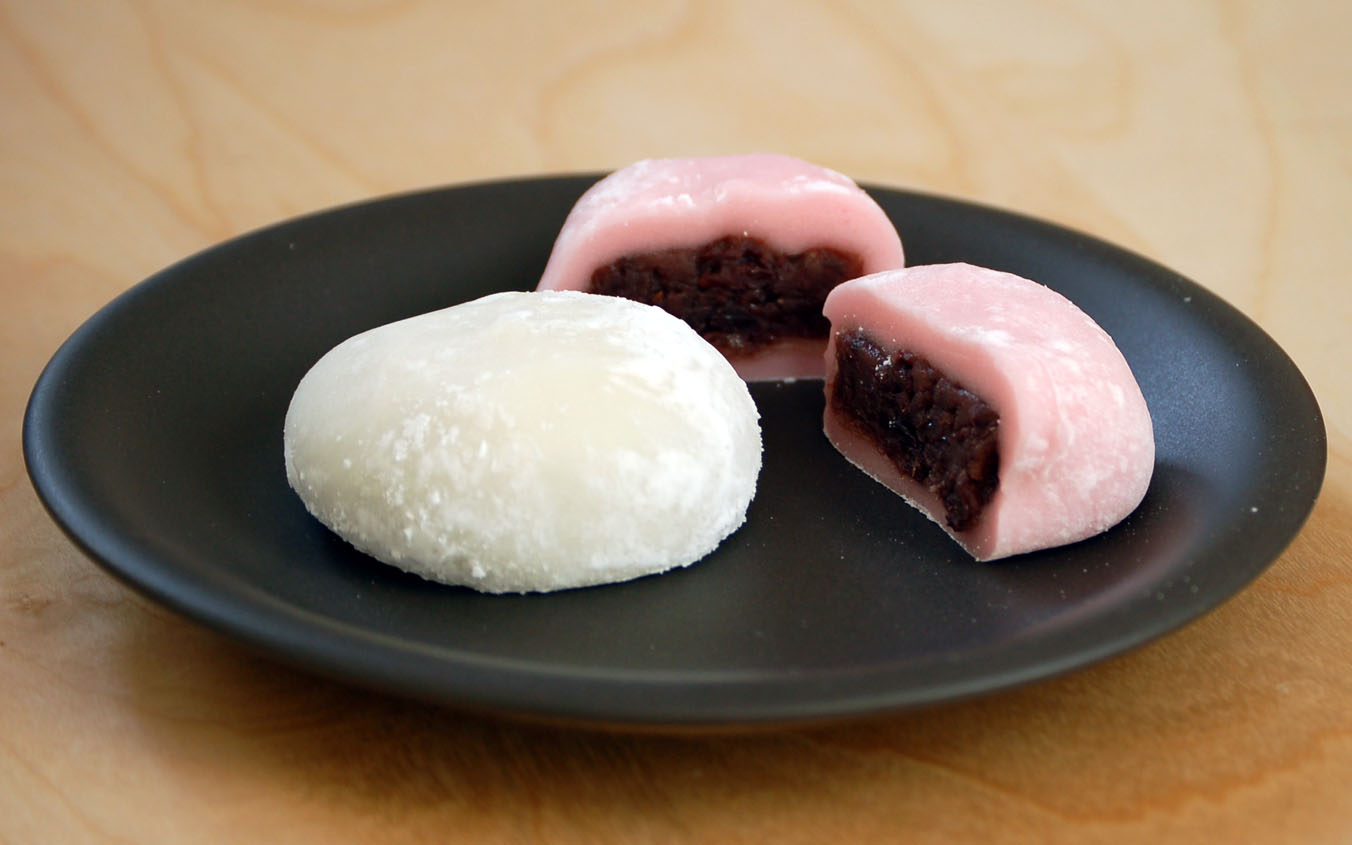
Дайфуку

Варёный рис (гохан)
Рис промывается дочиста, затем заливается холодной водой, выстаивается, после чего доводится до кипения и варится на слабом огне в широкой кастрюле с толстым дном, под плотно закрытой крышкой. Воды при варке используется ровно столько, сколько должен впитать рис, обычно 1,25—1,5 объёма сухого риса. В отличие от европейской кухни рис готовится на несолёной воде, без каких-либо приправ, масла или жиров, кроме риса для суши, который допускается готовить на слегка подсоленной воде с добавлением сушёной морской капусты комбу. После приготовления рис аккуратно перемешивается специальной ложкой или лопаткой, так, чтобы превратить сплошную массу в отдельные комки, но не помять зёрна. Важность риса в японской кухне и вообще в японском обществе так велика, что эта лопатка — сямодзи — является символическим знаком отличия хозяйки дома, которая с особым ритуалом передаёт её дочери или невестке, уходя на покой. В Японии рис едят ежедневно, поэтому распространены автоматические рисоварки, которые обеспечивают правильный режим приготовления риса разных сортов и позволяют сохранять приготовленный рис тёплым в течение дня.
Как отдельное блюдо гохан подаётся обычно в глубокой миске конусовидной формы, прямо в миске его часто посыпают кунжутом или смесью кунжута и соли, распространены также более сложные приправы, называемые фурикакэ. Поливать рис соевым соусом обычно не принято, поскольку считается, что такая еда — удел бедноты. Едят рис палочками, держа миску на уровне груди в левой руке.
Рис с карри
рис с японской разновидностью соуса карри, овощами и мясом. Популярное домашнее и столовское блюдо, в ресторанной кухне обычно не встречается.
рис с яйцом тамагокакэ гохан (卵かけご飯)
Частая повседневная еда. Горячий варёный рис смешивается с сырым яйцом, в которое может добавляться соевый соус.
рис с бульоном или чаем отядзукэ (お茶漬け）
Повседневная «быстрая» еда или лёгкий перекус. Остывший варёный рис посыпается любыми имеющимися в наличии заправками, обычно белковыми, вроде рубленных остатков омлета или солёного лосося, и заливается горячим зелёным чаем, иногда с добавлением бульона даси.
Онигири
Колобки из варёного риса, с начинкой и без, обычно обёрнутые полоской нори, или завёрнутые в нори целиком. В отличие от суши рис для онигири как правило ничем не приправляется. В качестве начинки используются квашеные сливы умэбоси, нарубленный лосось, жареная курица с майонезом, тунцовый салат, окака (политые соевым соусом кацуобуси) и т. п. Благодаря удобству и способности храниться на жаре не портясь до суток, издавна (первые упоминания рисовых колобков встречаются в эпоху Хэйан, когда они назывались тондзики, но считается, что они были известны задолго до того) занимали в Японии нишу европейских бутербродов как еды для завтрака и путешествий. Традиционные онигири делаются вручную и весьма трудоёмки, поэтому считались довольно дорогим блюдом, пока в 70-х не был придуман аппарат для их автоматического производства, и особая упаковка, позволявшая хранить нори не соприкасающейся с влажным рисом (хрустящий лист свежей нори считается неотъемлемой частью блюда), после чего цены на онигири резко упали, а популярность выросла. Одной из особенностей «механических» онигири является то, что начинка не заворачивается в рис, как в традиционном варианте, а помещается в открытое углубление в центре колобка.
Тяхан (Чаофань)
Блюдо, сходное с пловом. Варёный рис обжаривается на масле с кусочками рубленой свинины, куриного мяса, яиц, овощей или морепродуктов. В название блюда в общепите добавляется уточнение, указывающее на основной (помимо риса) ингредиент: эби тяхан — с креветками, тори тяхан — с курицей, сифудо тяхан — с морепродуктами.
Суши (суси)
Несмотря на то, что исторически это блюдо являлось способом консервирования рыбы в заквашенном рисе (который затем выбрасывали), в настоящее время основным компонентом суши считается именно рис. В отличие от обычного варёного риса, рис для суши готовят особым образом, в слегка подсоленной воде с сушёной морской капустой, для создания характерного вкуса умами. После варки слегка остывший рис поливают особым подслащённым рисовым уксусом, а затем интенсивно охлаждают потоком воздуха (исторически обмахивая веером, в наши дни часто электрическим вентилятором), при этом постоянно аккуратно перемешивая, так, чтобы приправа образовала подсохшую плёнку на поверхности рисовых зёрен. Когда рис приобретает глянцевый вид и остывает до возможности безболезненно брать его в руки, он готов для дальнейшего использования: лепки нигиридзуси, скручивания роллов (макидзуси) и т. п.
Дайфуку или дайфукумотияпонская сладость, небольшая рисовая лепёшка с начинкой, чаще всего — с анко, пастой из бобов фасоли адзуки. Существует множество разновидностей дайфуку, самые распространённые виды — белые, светло-зелёные и бледно-розовые дайфуку с начинкой из анко. Дайфуку обычно делают либо размером с ладонь, либо маленькими, примерно 3 см в диаметре. Часто дайфуку покрывают кукурузным или картофельным крахмалом, чтобы уберечь их от слипания. Популярны двухслойные дайфуку: внутри рисовой лепёшки часто находится ещё одна оболочка, например из анко или шоколада, окружающая центральную начинку. В частности, традиционным гостинцем из района Киото является «Удзи итиго дайфуку» — ягода земляники, обёрнутая слоем анко и лепёшкой-моти, и посыпанная сверху порошком зелёного чая.
Традиционный способ приготовления моти (и, в частности, дайфуку) называется мотицукэ — толчение варёного риса в деревянных ступах специальными деревянными же кувалдами при постоянном перемешивании. Поскольку этот способ крайне трудоёмок, а при отсутствии надлежащего опыта и небезопасен (во избежание травм месильщик и молотобоец должны выдерживать чёткий ритм, понимая друг друга без слов), в наши дни тесто для моти часто готовят просто в микроволновой печи, запаривая рисовую муку с водой до образования вязкого теста, практически аналогичного получаемому при мотицукэ..

### Блюда из сырой рыбы

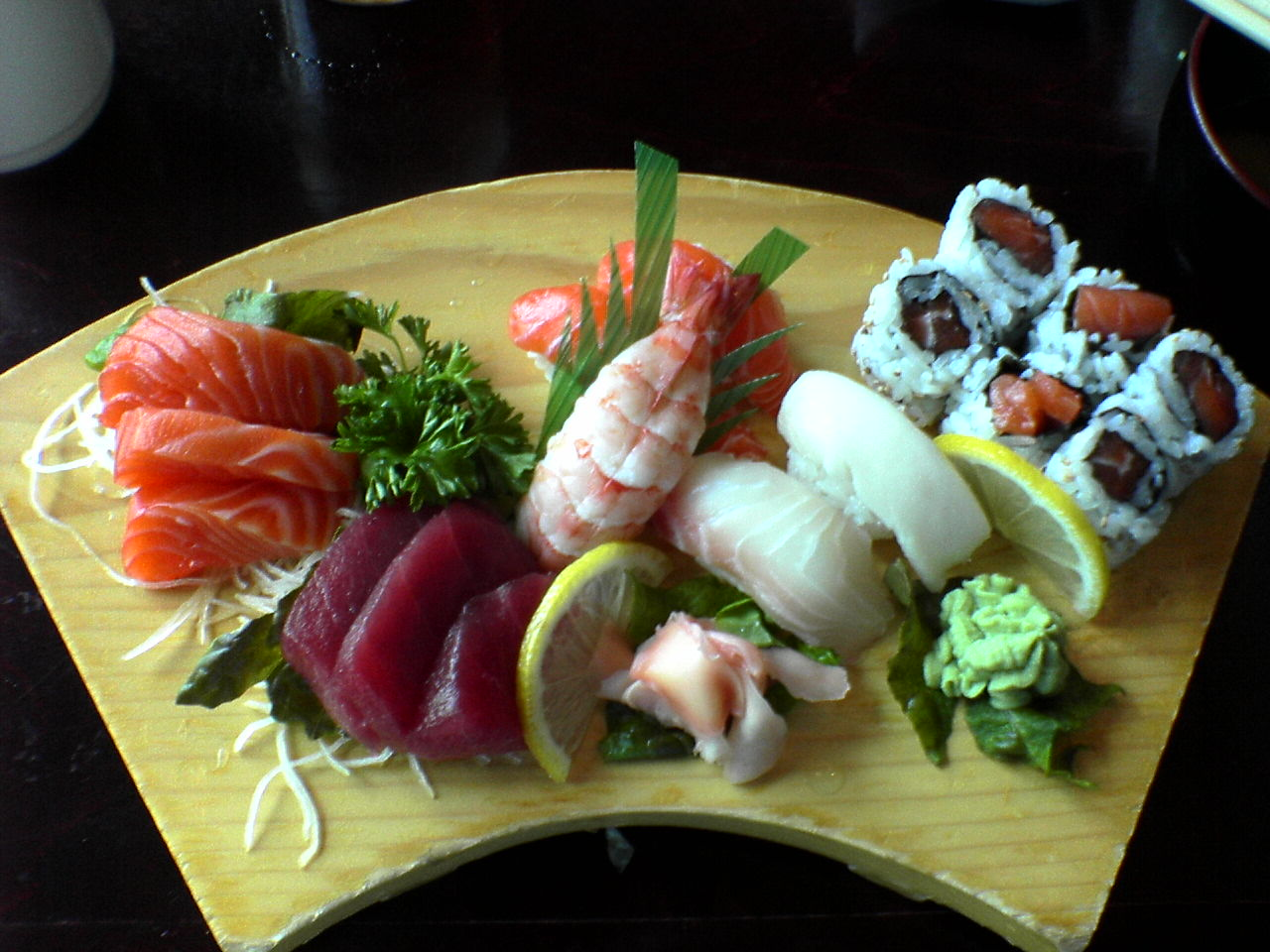
Суши

Морепродукты для рыбных блюд либо вообще не подвергаются термообработке, либо такая обработка сводится к минимуму, чтобы не повлиять на естественный вкус ингредиентов.

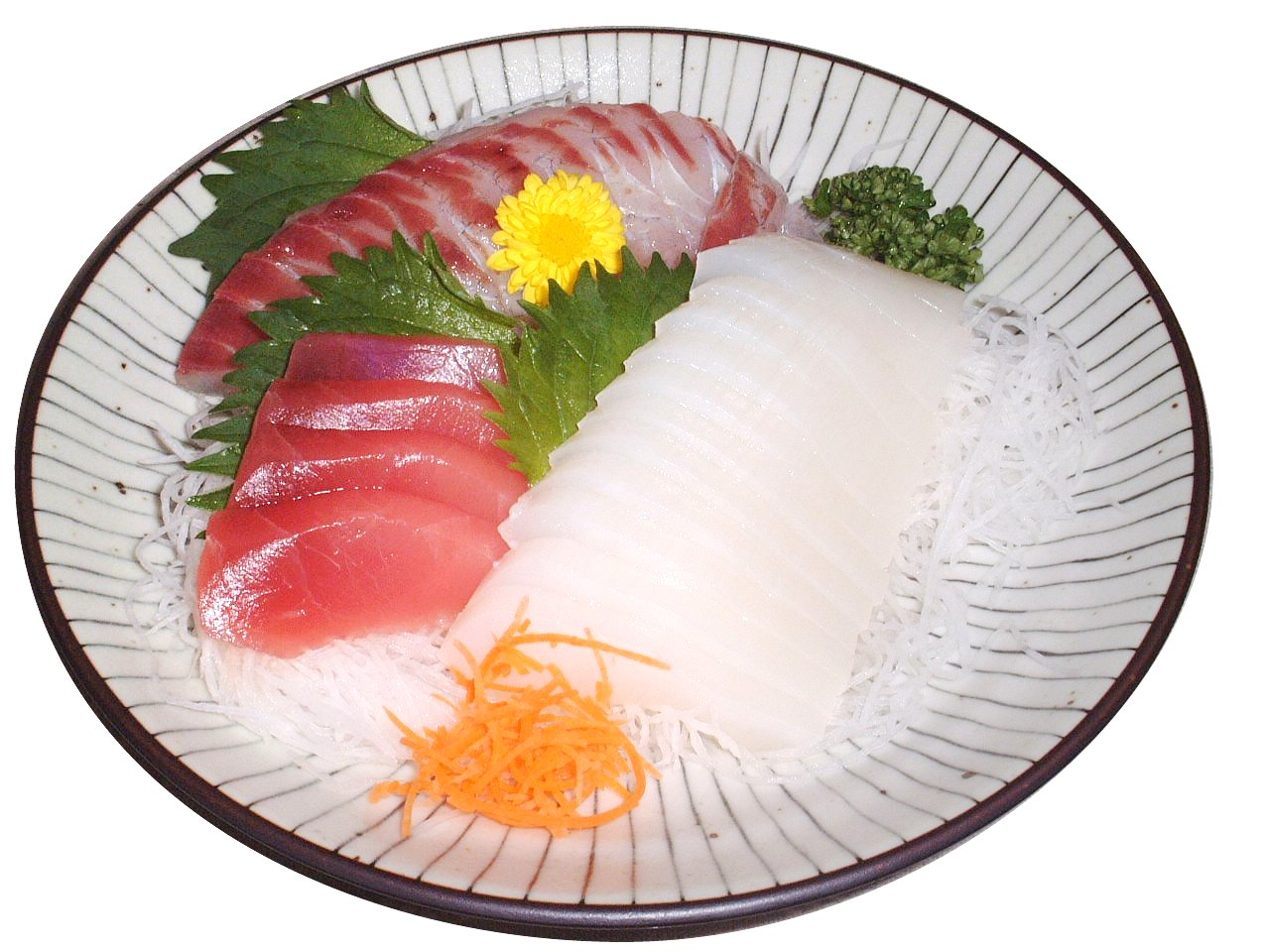
Сасими

СушиГотовятся из специальным образом сваренного риса и сырых морепродуктов. Форма суши очень многообразна, в приготовлении используются практически любые морепродукты. Можно выделить два основных вида суши. Первый — собственно суши (нигири, татаки и некоторые другие), представляющие собой небольшой, удлинённой формы комочек риса, на который сверху выложен кусочек рыбы, креветки; некоторые виды таких суши обёртываются полоской водорослей, образующей вместе с рисом ёмкость, заполняемую сверху мелко порезанными морепродуктами, икрой или овощами. Второй вид — так называемые роллы, отличающиеся принципиально другим способом приготовления: рис и морепродукты выкладываются слоями на листе водорослей, скатываются в тонкий рулет, который затем разрезается поперёк на небольшие куски острым ножом. Существуют и другие формы (см. статью).
Суши подаются на плоской тарелке или деревянной подставке, с васаби, соевым соусом и маринованным имбирём гари.
СашимиТонко порезанные ломтики сырых морепродуктов, обычно рыбы, осьминога, кальмара, подаются на плоской тарелке со свежими овощами, например, нарезанным тонкой соломкой редисом дайкон и листами сисо. Как и суши, подаются с васаби и соевым соусом.

### Салаты
Японцы делают салаты из множества продуктов: овощи, фрукты, грибы, рис, лапша, рыба, морепродукты, птица и мясо. Причём, стараются либо вовсе избегать тепловой обработки, либо делать её минимальной, что сохраняет ингредиенты: их природный состав, запахи, питательные свойства. В качестве заправки обычно используют рисовый уксус, соевый соус или сакэ: так, например, салат намасу состоит из нарезанных тонкой соломкой моркови и дайкона, посоленных и заправленных подслащенным рисовым уксусом. Также в японские салаты добавляют разнообразные специи: сушёные морские водоросли, молотый или маринованный имбирь, молотый чёрный или душистый перец и тёртый мускатный орех.
Помимо традиционных салатов, таких как гомааэ (бланшированная зелень с кунжутной заправкой) или кимпира-гобо (припущенные в сладком соевом соусе корень репейника с морковью) в японской кухне широко распространён сложившийся под влиянием европейской кухни вариант овощного салата на основе салатных листьев, тонко нарезанных огурцов, ломтиков томата и консервированной кукурузы в зёрнах. Также этот салат может включать очень тонко нашинкованные листья пекинской капусты, водоросли (вакамэ или морскую капусту), ломтики крутого яйца или морепродукты. Заправки к такому салату крайне разнообразны и могут варьировать от чисто европейского винегрета до 100%-японского кунжутного соуса гомадарэ. Именно это блюдо носит в японской кухне общее название «салат» и употребляется повсеместно. В японских супермаркетах целые полки заполнены разными вариантами нарезанных салатов и порционными пакетиками готовых заправок.
Также в повседневной кухне чрезвычайно популярен картофельный салат (ポテサラ, потэсара), согласно популярному мнению вдохновлённый салатом Оливье. Состоящий из размятого в грубое пюре отварного картофеля, бланшированной моркови, слегка присоленных и отжатых огурцов, часто с добавлением варёного яйца, зёрен кукурузы или зелёного горошка, и мелко нарезанной ветчины, заправленных рисовым уксусом, перцем и японским майонезом «Кьюпи», он применяется не только как основное блюдо или гарнир к мясу (в частности, почти всегда небольшая порция картофельного салата включается в бэнто с мясным компонентом), но и, например, в качестве начинки для крокетов, сэндвичей или даже онигири.

### Супы
Традиционным для японской кухни считается суп «мисосиру». Его основные ингредиенты — тёмная и светлая паста мисо (приготовленная из ферментированных соевых бобов) и концентрированный рыбный бульон «хондаси». Остальные ингредиенты могут варьироваться по вкусу, это могут быть и грибы шиитаке, и водоросли вакамэ, и соевый творог тофу, и различные виды мяса и рыбы.
Кроме того, в японской кухне имеются следующие супы:
- бутадзиру/тондзиру (яп. 豚汁) — мисосиру со свининой;
- дангодзиру (яп. 団子汁) — суп с данго, водорослями, тофу, корнем лотоса, другими овощами;
- имони (яп. 芋煮) — тушёный корень таро, популярное в северных районах страны осеннее блюдо;
- дзони (яп. 雑煮 дзо:ни) — суп с моти с овощами и, иногда, мясом, чаще всего его едят на Новый год;
- одэн (яп. 御田) — зимний суп из варёных яиц, дайкона, конняку, тушёных в прозрачном бульоне даси с соевым соусом;
- сируко (яп. 汁粉) — суп из адзуки, в который добавляют моти, подаётся на Новый год;
- суимоно (яп. 吸い物) — прозрачный суп с основой из даси с добавлением соевого соуса и соли.
- дзосуи (яп. 雑炊) — густой суп из отварного риса или лапши в бульоне даси с добавлением соевого соуса, заправленный грибами или мясом, овощами и залитый сырым яйцом, варящимся в горячем супе. Обычно готовится как последняя стадия поедания набэмоно, чтобы утилизировать оставшийся в котелке бульон.

### Соусы
- гомадарэ (яп. 雑煮) — кунжутный соус из тёртого кунжута, кунжутного масла, соевого соуса, уксуса, даси, сакэ и сахара. Несмотря на часто сравниваемый с ореховым вкус, орехов не содержит.
- пондзу (яп. 雑煮) — соус из сока цитрусовых (лимона, юдзу, горького апельсина), мирина и даси;

### Сладости
Вагаси — традиционные японские сладости. В понимании европейцев и американцев они не являются сладостями, поскольку в них не используется ни сахар, ни какао. Ингредиентами таких сладостей являются рис, красная фасоль адзуки, водоросли, агар-агар.

### Другие блюда

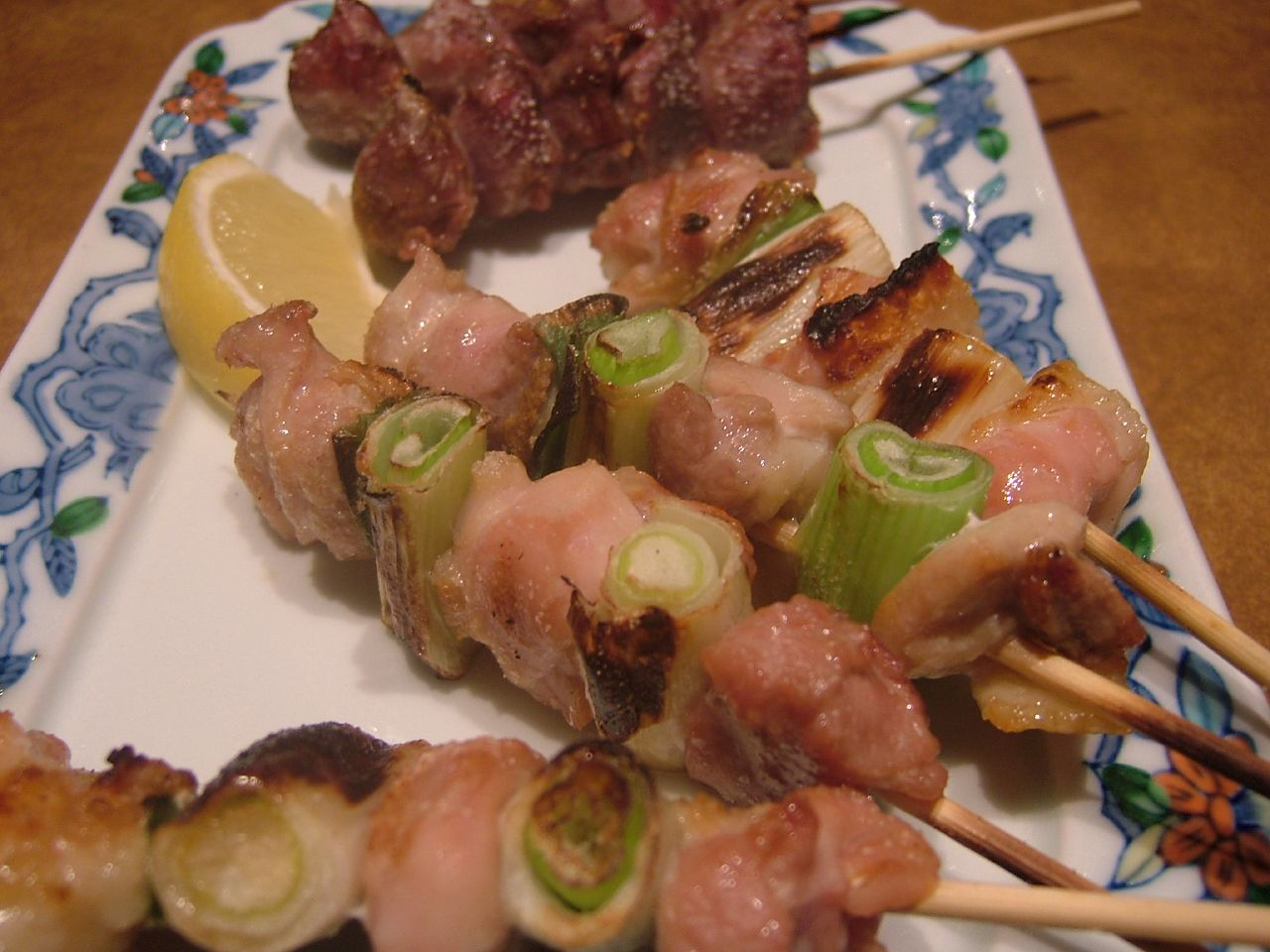
Якитори

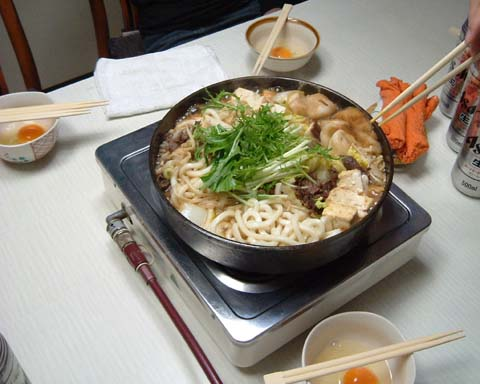
Приготовление сукияки

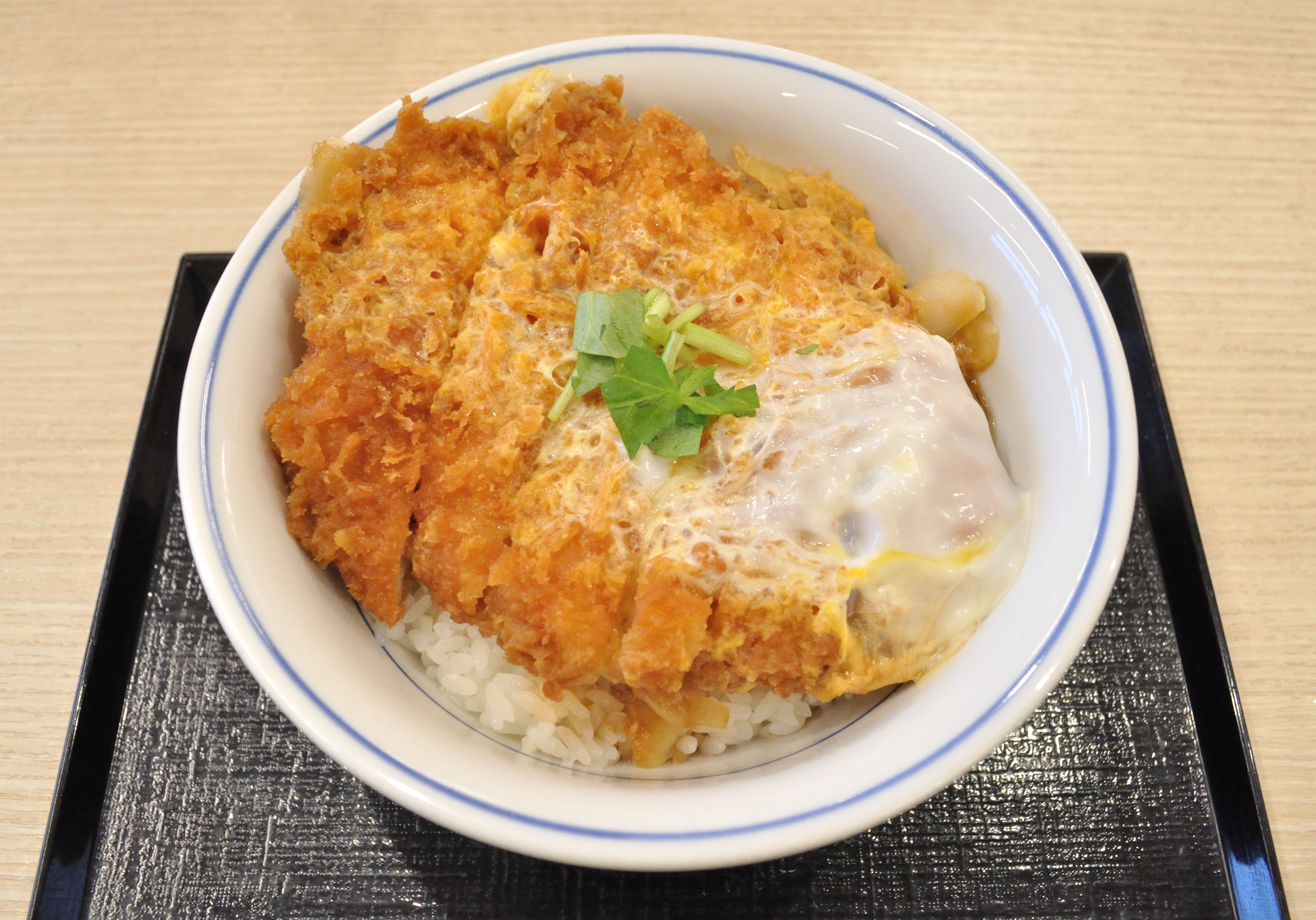
Кацудон

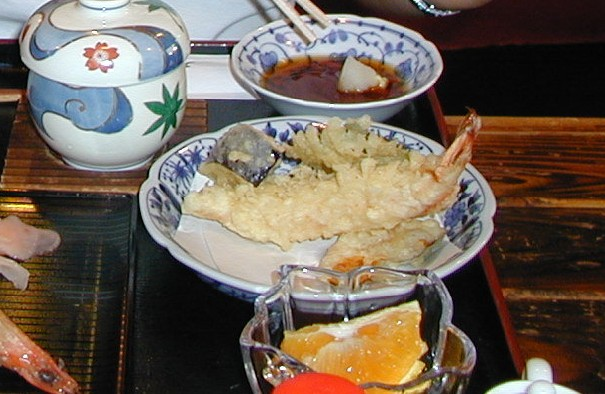
Тэмпура

КацудонПриготовленная тонкацу режется на ломтики, в течение короткого времени тушится совместно с овощами, взбитым яйцом. Подаётся на рисе.
Кусияки и якитори
Продукты, нанизанные небольшими кусочками на деревянную палочку и приготовленные на гриле. Готовятся из разнообразной рыбы и морепродуктов, креветок, перепелиных яиц, куриного мяса, куриных внутренностей (сердечки, печень, желудки), говядины, овощей. Разновидностей кусияки довольно много, в зависимости от ингредиентов и особенностей приготовления. Словом «якитори» (в переводе — «жареная птица») именуют шашлычки из курицы или куриных внутренностей с овощами — в основном пореем и сладким перцем. Существуют специализированные заведения общепита, где подают кусияки и якитори, называемые «якитория». Поскольку кусияки считаются идеальной закуской к пиву, большинство таких заведений представляют собой, в сущности, пивные со специфической «мужской» атмосферой, отличающиеся от традиционных пабов идзакая только особой специализацией на конкретном типе закуски. Вне Японии словом «якитори» часто именуют все виды кусияки, что, вообще говоря, неверно.
НикудзягаМясо (как правило тонко нарезанная говядина), тушёное с картофелем и луком и приправленное сладким соевым соусом. В качестве жидкости для тушения обычно используют даси. Подобно рису с карри ведёт своё происхождение с камбузов военно-морского флота Японии, а одним из основных претендентов на место появления этого блюда является военно-морская база в Майдзуру. Согласно легенде, за появление и распространение никудзяга ответственен лично отец имперского ВМФ адмирал Того.

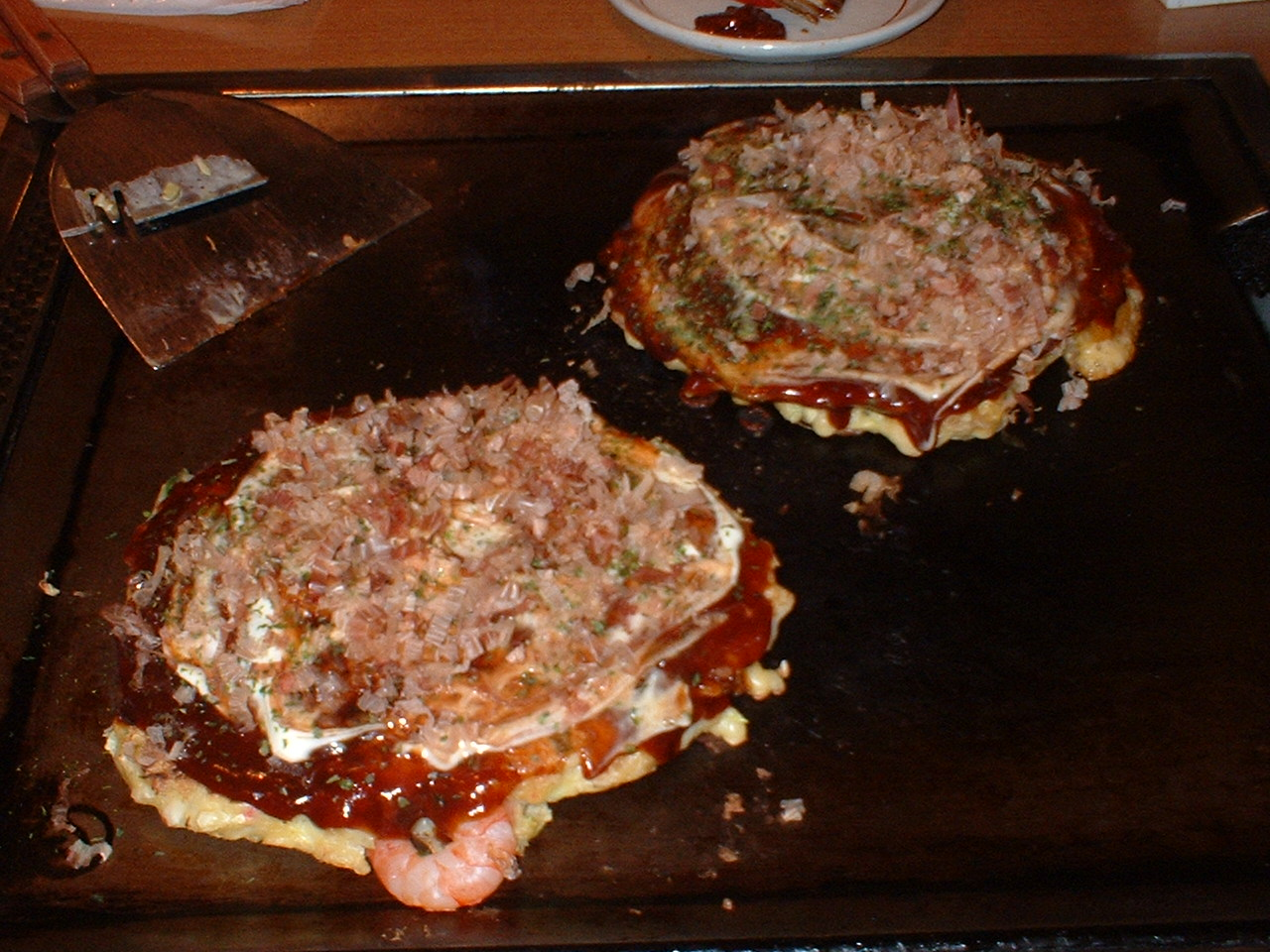
Окономияки в хиросимском стиле

Окономияки и МондзяякиЧасто называемое японской пиццей, на самом деле это блюдо представляет собой скорее блин с припёком: на раскалённом железном листе (т. н. тэппан) обжариваются отваренная лапша, тонко нарезанная капуста, мясо, морепродукты и т. п. (само название «окономияки» происходит от слов «окономи» — «то, что нравится» и «яку», «жарить») в жидком кляре. Существует два основных стиля приготовления окономияки: в Осаке мелко нарубленные ингредиенты вмешиваются в кляр и зажариваются все вместе, при этом лепёшка переворачивается лишь однажды, тогда как в Хиросиме ингредиенты выкладываются на тэппан слоями, а само блюдо неоднократно переворачивают по мере готовности очередного ингредиента. Кроме этого, в Осаке в состав лепёшки почти никогда не включается лапша, а в хиросимском варианте берут значительно больше капусты. По готовности, в обоих случаях лепёшку украшают сеточкой из соуса окономияки (вариант вустерского соуса, практически аналогичный соусу тонкацу) и майонеза, посыпают аонори и кацуобуси и делят на порции. Окономияки считается блюдом, характерным для Западной Японии, тогда как в Восточной Японии, в частности в регионе Канто и особенно в Токио, схожее с осакским окономияки блюдо называется мондзяяки. Оно отличается значительно более жидким кляром, так что лепёшка не застывает полностью, а порции раздаются едокам в полужидком виде.
Сукияки
Разновидность набэмоно. Тонко порезанная говядина (иногда также свинина), зелёный лук-батун, грибы, удон, китайская капуста, сваренные в бульоне даси. Особенностью данного блюда является способ приготовления и употребления — его готовят сами обедающие. На стол ставится керамический котелок донабэ или, чаще, чугунный тэцунабэ на плитке, поддерживающей необходимую температуру. Гости сами кладут в котёл продукты (достаточно свободно, чтобы они правильно проварились), а после достижения желаемой степени готовности берут кусочки продуктов, обмакивают их в соус (как правило из слегка взбитого сырого яйца) и едят. Обычно процесс повторяется несколько раз, пока все гости не насытятся. На оставшемся в котелке бульоне, как и в случае с другими видами набэмоно, обычно готовят завершающий трапезу густой суп дзосуи, добавляя в котелок нарезанные остатки мяса и овощей, отварной рис (которым традиционно заедают сукияки) и заливая всё это сырым яйцом.
ТонкацуСвиная отбивная, обжаренная в сухарях. Свинина обваливается в муке, окунается во взбитое яйцо, затем обваливается в сухарях и хорошо прожаривается на сковороде в большом количестве масла, с двух сторон. Как отдельное блюдо тонкацу подаётся в порезанном на ломтики виде, чтобы удобнее было есть палочками. В качестве гарнира традиционно применяется мелко порубленная капуста, салат, овощи. Отбивную обычно поливают специальной версией вустерского соуса, загущённого фруктовым/овощным пюре, которая так и называется «соус тонкацу».
Тэмпура
Кусочки продуктов в кляре, обжаренные в растительном масле. Кляр готовится из яиц, муки и ледяной воды. В качестве базового ингредиента используется рыба, кальмары, креветки, мясо птицы, овощи, соответственно, название блюда обычно состоит из названия основного ингредиента и слова «тэмпура», например, «сякэ тэмпура» — лосось в кляре. Способ приготовления «в кляре» заимствован у португальцев, долгое время бывших практически единственными торговыми партнёрами Японии вне Азии, а название блюда по некоторым данным происходит от португальского слова «tempora», означавшего Великий Пост: жареные в кляре рыба и овощи были в XVI веке популярным постным блюдом на Пиренейском полуострове.
Такояки
Популярная закуска и уличная еда родом из Осаки — небольшие шарики из жидкого теста с начинкой из варёного осьминога и овощей. Подобно окономияки (с которым они схожи подачей), считаются кулинарной иконой Западной Японии вообще, и Осаки в частности, где они и были изобретены в 1935 году. В Японии считается, что уроженца Кансая всегда можно отличить по наличию в хозяйстве специальной сковороды со сферическими углублениями для такояки.
Осэти рёри
Группа блюд, подаваемых в дни Нового года. Состоит преимущественно из холодных овощных и рыбных блюд, так как восходит к традиции тушить домашний очаг на первые три дня года.

## Сервировка
Правильная сервировка стола составляет отдельный, очень важный раздел японской кухни. Также большое значение имеет порядок выкладывания пищи на посуду. Накрытый стол в целом, как и отдельные блюда, должен быть эстетичным, приятным для глаза.

### Состав, количество и размер блюд
В японской кухне принято подавать еду относительно небольшими порциями, чтобы гость мог наесться, но не переесть. Размер порций зависит от времени года (зимой порции больше, чем летом) и от возраста гостей (порции молодых больше, чем пожилых), влияет, разумеется, и то, что именно подаётся.
Большое значение придаётся разнообразию: более богатый стол отличается не размером порций, а бо́льшим количеством блюд. Полный обед включает рис, два вида супов и не менее пяти видов различных закусок (в зависимости от торжественности случая и возможностей устроителя их число может доходить до десятка и даже более). Минимальный званый (или комплексный — «тэйсёку») обед предполагает наличие риса, супа и не менее чем трёх видов закусок. Понятие «главного блюда» в японском обеде отсутствует.
Как обязательная часть обеда всегда подаётся зелёный чай. Чай пьют и перед, и во время, и после трапезы. В приличествующих случаях подаётся спиртное, традиционным видом которого является сакэ, а в неформальной обстановке — обычно пиво.

### Стол
Традиционно в Японии принимают пищу за низким столом, сидя перед ним на татами в позе сэйдза (сидя на пятках, выпрямив спину). Для мужчин в неофициальной обстановке допустимой является поза агура («по-турецки», скрестив ноги перед собой). На татами нельзя сидеть развалившись, не следует вытягивать ноги под стол. Впрочем, в настоящее время и дома, и, тем более, в заведениях общественного питания, чаще обедают за обычными столами европейского типа, сидя на стульях или табуретках. Поскольку формальная поза сэйдза, без постоянной практики сильно утомляющая ноги, в наше время практически вышла из употребления и среди собственно японцев, во многих заведениях общепита традиционного типа часто встречаются классические «низкие» столы, но с углублением под ними, в которое можно опустить ноги, сев «по-европейски». Это позволяет сохранить атмосферу заведения без излишнего неудобства для клиентов.

### Порядок подачи, расположение блюд на столе
Традиционно все кушанья выставляются на стол сразу. В этом случае рис ставится слева, суп — справа, в центре стола располагаются блюда из морепродуктов и мяса, вокруг них — соленья и маринады. Ёмкости с соусами и приправы обычно ставят справа от того блюда, к которому они предназначаются. Маленькие тарелочки ставят с правой стороны, более крупные и глубокие — слева. Сакэ подаётся в кувшинчиках, причём слабоалькогольные его сорта — подогретым, а крепкие — комнатной температуры. Большинство блюд имеют комнатную температуру — исключение составляют рис, супы и некоторые мясные блюда, подаваемые горячими.
Расставляя блюда на столе, стараются, чтобы они образовывали красивую композицию. В частности, принято чередовать округлую посуду с прямоугольной, светлую — с тёмной.
Если стол не накрывается предварительно, то блюда подаются в следующей последовательности:
- Рис;
- Сасими — подаётся до любых блюд с сильным вкусом, чтобы не перебить вкус сырой рыбы;
- Суп — подаётся обычно сразу после блюд из сырой рыбы, но есть его допускается на любом этапе трапезы;
- Не сырые блюда всех видов, суши, роллы;
- Блюда с сильным вкусом, с большим количеством специй.

В некоторых японских ресторанах заказанные блюда готовятся поваром из сырых ингредиентов прямо в присутствии клиента. Для этого непосредственно у стола для еды находится рабочее место повара, с поверхностью для жарки и всем необходимым для приготовления и оформления блюд.

## Этикет застолья

### Общий порядок трапезы
- Перед тем, как приступить к трапезе, произносится итадакимасу (яп. いただきます, «принимаю с благодарностью») — выражение признательности хозяину дома либо богам за еду, в употреблении соответствует русскому «приятного аппетита».
- Перед едой обычно подаётся влажное, иногда горячее после стерилизации, полотенце осибори (яп. お絞り), свёрнутое в трубочку. Оно служит для очистки рук перед едой, но им можно вытирать лицо и руки как после, так и во время еды, так как некоторую еду можно есть руками.
- Традиционно все блюда подаются одновременно (в общепите, впрочем, эта традиция обычно нарушается), допускается (и считается приличным) попробовать понемногу все блюда, а уже потом приступать к еде «всерьёз».
- Если блюдо подаётся в чаше, накрытой крышкой, то после того, как оно съедено, чашу следует снова накрыть.
- На домашнем или официальном обеде часть блюд (обычно это закуски, такие как суши, роллы, куски рыбы или мяса и прочее) выкладываются на общие блюда, а каждому участнику обеда даётся небольшая тарелка, на которую он накладывает то, что хочет попробовать. Еда с общего блюда перекладывается палочками на личную тарелку. Брать общее блюдо в руки не принято.
- Напитки соседи по столу наливают друг другу. Наливать себе самостоятельно не принято. Тосты в традиционном японском застолье не приняты, выпивание спиртного может предваряться словом кампай! (яп. 乾杯, «до дна!»).
- Считается, что гость не закончил трапезу, пока у него в чаше остался рис. Рис едят до последнего зерна. Встать из-за стола, не доев рис — невежливо.
- Во время еды не следует класть локти на стол.
- После завершения еды следует сказать готисо:сама[дэсита] (яп. ご馳走様「でした」, «это было очень вкусно») — это выражение благодарности за угощение (аналог традиционного «спасибо» в европейском этикете).

### Использование палочек
Почти все блюда японской кухни рассчитаны на использование палочек для еды. Некоторые, наиболее существенные правила обращения с палочками:
- Не вставлять палочки вертикально в еду, особенно в рис. Не передавать еду палочками в палочки другому человеку, не класть её своими палочками на чужую тарелку. Все эти действия имеют внешнее сходство с обычаями, связанными с погребением умерших и поминками, поэтому при обычной трапезе они считаются неприличными.
- Не брать что-либо в одну руку вместе с палочками.
- Не двигать тарелки палочками.
- Не указывать палочками.
- Не зажимать палочки в кулаке (это считается недоброжелательным знаком, как объявление войны).
- Не класть палочки поперёк чаши — в большинстве заведений и частных домах обычно подают особую подставку для палочек, хасиоки, но если её нет, принято делать её из пакета, в котором подаются одноразовые палочки.
- Перед тем, как попросить ещё риса, палочки следует положить.

### Правила употребления отдельных блюд
- Определённого порядка поедания блюд нет, есть можно в любом удобном порядке.
- Блюда, подаваемые в чашах (супы, салаты, рис, рамэн) едят, держа чашу в руке на уровне груди. Есть из чаши, стоящей на столе, наклоняясь над ней, не следует; считается, что человек, поступающий так, «ест как собака».
- Рис едят палочками, держа чашу в руке.
- Из супа твёрдые кусочки пищи берутся палочками, бульон выпивается через край чаши. С супом может подаваться ложка, тогда бульон едят с её помощью.
- Лапша (рамэн, соба или удон) поднимается палочками из чаши, кладётся в рот и втягивается. Издаваемые при этом характерные «хлюпающие» звуки считаются естественными и вполне приличными, хотя в остальных случаях издавать звуки во время еды считается некрасивым. Не следует наматывать лапшу на палочки. Бульон выпивается ложкой или через край чаши — с точки зрения этикета выпивать бульон необязательно, но если обедающий это сделал, то это читается знаком особого уважения к повару. В большинстве ресторанов если вся лапша съедена, а бульон ещё остался, то за ту же цену (или с небольшой доплатой) можно попросить добавочную порцию лапши.
- Суши и роллы подаются на деревянной подставке, на которую обычно выкладывается также васаби и маринованный имбирь гари. Соус наливается в специально предназначенную для этого тарелочку, васаби может быть выложена в неё же и размешана палочками. Суши берут, поворачивают на бок, обмакивают в соус, держа при этом тарелочку с соусом на весу в левой руке, и едят. Гари, подаваемый с суши, не считается приправой — его принято есть между разными видами суши, чтобы не смешивать их вкус.
- Суши, роллы, другие блюда, подаваемые кусками, едят целиком, за один раз. Откусывать часть считается некрасивым. Если целиком большой кусок есть неудобно, можно при помощи палочек разделить его на своей тарелке на несколько кусочков поменьше и есть их по отдельности.
- Мужчинам этикет разрешает есть суши руками, женщины такого права лишены — они должны пользоваться палочками. В смешанных компаниях принято из уважения к женской части общества есть суши палочками также и мужчинам.
- Особые традиции окружают употребление рыбы фугу. Заказывая её, не принято заказывать что-то ещё из еды — как правило, такой заказ автоматически подразумевает комплексный обед, базирующийся на блюдах из фугу.